# Moḩammad Karīm Kandī
Moḩammad Karīm Kandī (persiska: مُحَمَّد كَريم كَندی, محمّد کریم کندی) är en ort i Iran.   Den ligger i provinsen Västazarbaijan, i den nordvästra delen av landet, 700 km nordväst om huvudstaden Teheran. Moḩammad Karīm Kandī ligger 1 225 meter över havet och antalet invånare är 239.
Terrängen runt Moḩammad Karīm Kandī är huvudsakligen kuperad, men österut är den platt. Runt Moḩammad Karīm Kandī är det ganska glesbefolkat, med 39 invånare per kvadratkilometer. Närmaste större samhälle är Showţ, 15,0 km nordväst om Moḩammad Karīm Kandī. Trakten runt Moḩammad Karīm Kandī består i huvudsak av gräsmarker.